# Quartetto Emerson
Il Quartetto Emerson è un quartetto d'archi costituitosi a New York nel 1976, in occasione del bicentenario della nascita degli Stati Uniti d'America, che prende il nome dal filosofo e poeta statunitense Ralph Waldo Emerson. Il debutto avvenne al Lincoln Center di New York.
Da allora il quartetto ha tenuto concerti in ogni parte del mondo fino ad essere considerato uno dei migliori a livello internazionale.
Svolge attività didattica allo Smithsonian Institute di Washington da oltre 30 anni ed è quartetto residente alla Stony Brook University.
Il repertorio del Quartetto Emerson è particolarmente vasto fino ad arrivare al Novecento e alla musica contemporanea, di cui spesso è ispiratore e dedicatario. Molte delle innumerevoli registrazioni discografiche hanno ottenuto prestigiosi riconoscimenti tra i quali spiccano ben otto Grammy Award e tre Gramophone Award. Fra le più importanti uscite discografiche spicca senza dubbio l'integrale dei Quartetti di Šostakovič mentre l'ultimo progetto è attorno a Dvořák con gli ultimi Quartetti e il Quintetto per viola.
Nella stagione 2010-11 sono stati protagonisti ed interpreti della prima mondiale assoluta di "The Four Quarters" del compositore britannico contemporaneo Thomas Adès (classe 1971).
Drucker, Setzer, Dutton e Finckel possono vantare una medaglia per meriti speciali della Hartford University e una laurea ad honorem del Middlebury College (Vermont).
Alla fine della stagione concertistica 2012-13 il violoncellista David Finckel abbandonerà la formazione per meglio seguire la sua attività solista e sarà sostituito da Paul Watkins.

## Componenti
- Eugene Drucker, violino (1976- )
- Philip Setzer, violino (1976- )
- Lawrence Dutton, viola (1976- )
- David Finckel, violoncello (1976-2013)
- Paul Watkins, violoncello (2013- )

## Discografia
- Bach, Arte della fuga - Emerson String Quartet, 2003 Deutsche Grammophon
- Bartok, Quart. archi n. 1-6 - Emerson String Quartet, 1988 Deutsche Grammophon - Grammy Award al miglior album di musica classica e Grammy Award for Best Chamber Music Performance 1990 e Gramophone Award 1989
- Beethoven, Quart. archi (compl.) - Emerson String Quartet, 1994/1995 Deutsche Grammophon - Grammy Award for Best Chamber Music Performance 1998
- Beethoven, Quart. archi op. 59, 74, 95 - Emerson String Quartet, 1994/1995 Deutsche Grammophon
- Beethoven, Quart. archi op. 127, 130-133, 135 - Emerson String Quartet, 1994 Deutsche Grammophon
- Berg Wellesz Zeisl, Suite lirica/Sonetti op. 52/Komm süsser Tod - Fleming/Emerson String Quart., 2015 Decca
- Brahms, Quart. archi n. 1-3/Quint. pf. - Emerson String Quart./Fleisher, 2005/2007 Deutsche Grammophon
- Britten Purcell, Quart. n. 2 e 3/Ciaccona/Fant. n. 6, 8, 10 e 11 - Emerson String Quart., 2014/2015 Decca
- Ciaikovsky Dvorak Borodin, Quart. archi - Emerson String Quartet, 1995 Deutsche Grammophon
- Debussy Ravel, Quart. archi - Emerson String Quartet, 1990 Deutsche Grammophon
- Dvorak, Quart. archi n. 10, 11, 13, 14/Cypresses/Quint. 'Americano' - Emerson String Quart./Neubauer, 2008/2009 Deutsche Grammophon
- Dvorák: Piano Quintet, Op. 81 & Piano Quartet, Op. 87 - Emerson String Quartet/Menahem Pressler, 1994 Deutsche Grammophon
- Dvorak Smetana, Quart. archi n. 12/Quart. n. 1 - Emerson String Quartet, 1984 Deutsche Grammophon
- Grieg Nielsen Sibelius, Quart. op. 27/Ved en ung op. 58/Quart. op. 56, Intimate Voices - Emerson String Quartet, 2004 Deutsche Grammophon - Grammy Award for Best Chamber Music Performance 2007
- Haydn, Quart. archi op. 51 n. 1-7 - Emerson String Quartet, 2002 Deutsche Grammophon
- Ives & Barber: String Quartets - Emerson String Quartet, 1992 Deutsche Grammophon - Grammy Award for Best Chamber Music Performance 1994
- Janacek Martinu, Intimate letters (Quart. n. 1-2/3 Madrigali per vl. e viola) - Emerson String Quartet, 2008 Deutsche Grammophon - Grammy Award for Best Chamber Music Performance 2010
- Mendelssohn, Ottetto op. 20/Quartetto op. 80/4 Pezzi per quart. d'archi op. 81 - Emerson String Quartet, 2004 Deutsche Grammophon
- Mendelssohn, Quart. archi (compl.) - Emerson String Quartet, 2004 Deutsche Grammophon - Grammy Award for Best Chamber Music Performance 2006
- Meyer: Quintet & Rorem: Quartet - Edgar Meyer/Emerson String Quartet, 2003 Deutsche Grammophon
- Mozart: String Quartets K. 465, 458 & 421 - Emerson String Quartet, 2005 Deutsche Grammophon
- Mozart: Prussian Quartets - Emerson String Quartet, 2011 Sony
- Mozart Brahms, Quint. clar. - Shifrin/Emerson String Quartet, 1999 Deutsche Grammophon
- Mozart Haydn, Quart. archi n. 17, 19/Op. 76/3 - Emerson String Quartet, 1989 Deutsche Grammophon
- Prokofiev: String Quartets Nos. 1 & 2, Sonata for 2 Violins - Emerson String Quartet, 1991 Deutsche Grammophon
- Schubert, Quart. archi n. 12-15/Quint. - Emerson Quart./Rostropovich, 2004 Deutsche Grammophon
- Schubert, Quint. archi D.956 - Emerson Quart./Rostropovich, 1990 Deutsche Grammophon
- Schubert Beethoven, Quart. archi n. 14/Quart. op. 95 - Emerson String Quartet, 1988 Deutsche Grammophon
- Schumann, Quart. pf./Quint. pf. - Pressler/Emerson Quart., 1993 Deutsche Grammophon
- Shostakovich, Shostakovich Edition vol. 1 - Quart. archi n. 1-15, 2006 Decca - Grammy Award al miglior album di musica classica e Grammy Award for Best Chamber Music Performance 2001 e Gramophone Award 2000
- Webern: Works for String Quartet, String Trio Op. 20 - Emerson String Quartet/Mary Ann McCormick, 1995 Deutsche Grammophon
- Emerson Quartet, Complete recordings on Deutsche Grammophon - Tutte le registrazioni DG, 2016 Deutsche Grammophon
- Journeys - Emerson String Quartet/Colin Carr/Paul Neubauer, 2013 Sony